# پو وی
پو وی (انگلیسی: Pu Wei؛ زادهٔ ۲۰ اوت ۱۹۸۰) بازیکن فوتبال اهل چین است.
از باشگاه‌هایی که در آن بازی کرده‌است می‌توان به واشینگتن فریدام اشاره کرد.